# Verrayes
Verrayes  est une commune italienne de la Vallée d'Aoste.
Elle fait partie de l’unité des communes valdôtaines du Mont-Cervin.

## Toponymie
Le toponyme de Verrayes dériverait de vers - ayes, soit « vers les eaux » en ancien français.

## Géographie
La commune de Verrayes s'étend à l'adret sur la gauche orographique de la Doire baltée.

Localisation de la commune de Verrayes à l'intérieur de la Vallée d'Aoste.

## Histoire
Le pape Lucius III cite la paroisse de Verrayes dans sa bulle du 7 mai 1184.
Le cadastre sarde de la paroisse de Verrayes, terminé le 24 novembre 1770, relève 15 791 parcelles pour 532 propriétaires contribuables.

### Activité minière
Sur le territoire de Verrayes étaient autrefois actives deux mines de cuivre à Vencornère, tandis qu'une carrière de marbre (aujourd'hui désaffectée) se situait entre les hameaux Marseiller et Ollian.

## Personnalités liées à Verrayes
- Pierre-Louis Vescoz (1840-1925) - Chanoine, botaniste et membre de la Société de la flore valdôtaine.
- Henri Aymonod (1996-) - coureur en montagne.

## Lieux d'intérêt
- L'arboretum Pierre-Louis Vescoz, au lieu-dit Pointys
- L'église paroissiale Saint-Martin de Tours
- L'aire de pique-nique à Champlong
- La maison forte Saluard (XVe siècle), au hameau Marseiller, avec des fresques attribuées à Giacomino da Ivrea
- La réserve naturelle de l'étang de Lozon
- Chapelle de Gremey
- Le ru de Marseiller
- Le ru de Joux.

## Fêtes, foires
- La Féta de la sarieula, qui signifie en patois verrayon la « fête du thym », à la mi-mai, au lieu-dit Rapy.

## Sport
Dans cette commune se pratiquent le tsan et le palet, deux des sports traditionnels valdôtains. Verrayes (1 017 m) est également la première difficulté, classée en deuxième catégorie, de la 14e étape du Tour d'Italie 2019.

## Administration
| Période                                  | Période         | Identité       | Étiquette                            | Qualité  |
| ---------------------------------------- | --------------- | -------------- | ------------------------------------ | -------- |
| 9 mai 2005                               | 24 mai 2010     | Erik Lavévaz   | Union valdôtaine                     | Syndic   |
| 24 mai 2010                              | 21 octobre 2020 | Erik Lavévaz   | Liste civique                        | Syndic   |
| 21 octobre 2020                          | En cours        | Wanda Chapellu | Liste civique Ensemble pour Verrayes | Syndique |
| Les données manquantes sont à compléter. |                 |                |                                      |          |

### Hameaux
Aver, Champoraz, Charrère, Chérésoulaz, Chérolinaz, Chesseillé, Cort, Crétaz, Diémoz, Dorinaz, Frayé, Grand-Ville, Gros-Ollian, Grossaix, Gremey, Guet, Heré, Hers, Lauzon, Marseiller, Mont-de-Join, Moulin, Oley, Ollières, Payé, Petit-Ollian, Pignane, Pissine, Plan-d’Arey, Plan-de-Vesan, Plan-de-Verrayes, Promeillan, Rapy, Vencorère, Vevoz, Vieille, Voisinal, Vrignier

### Communes limitrophes
Chambave, Fénis, Nus, Saint-Denis, Torgnon

## Jumelages
- Chantepie (France)

## Galerie de photos

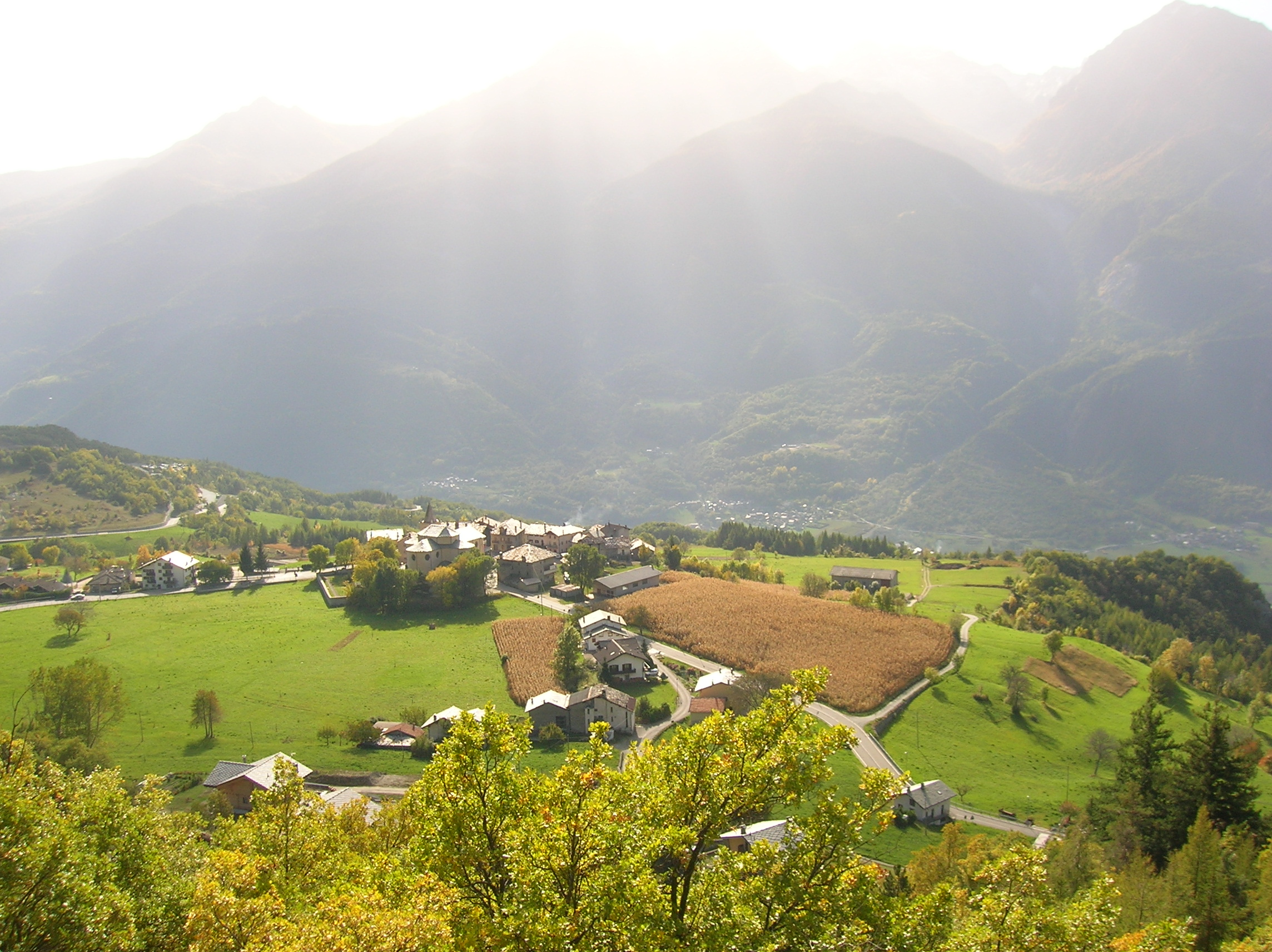
Vue de Verrayes de l'arboretum Pierre-Louis Vescoz.
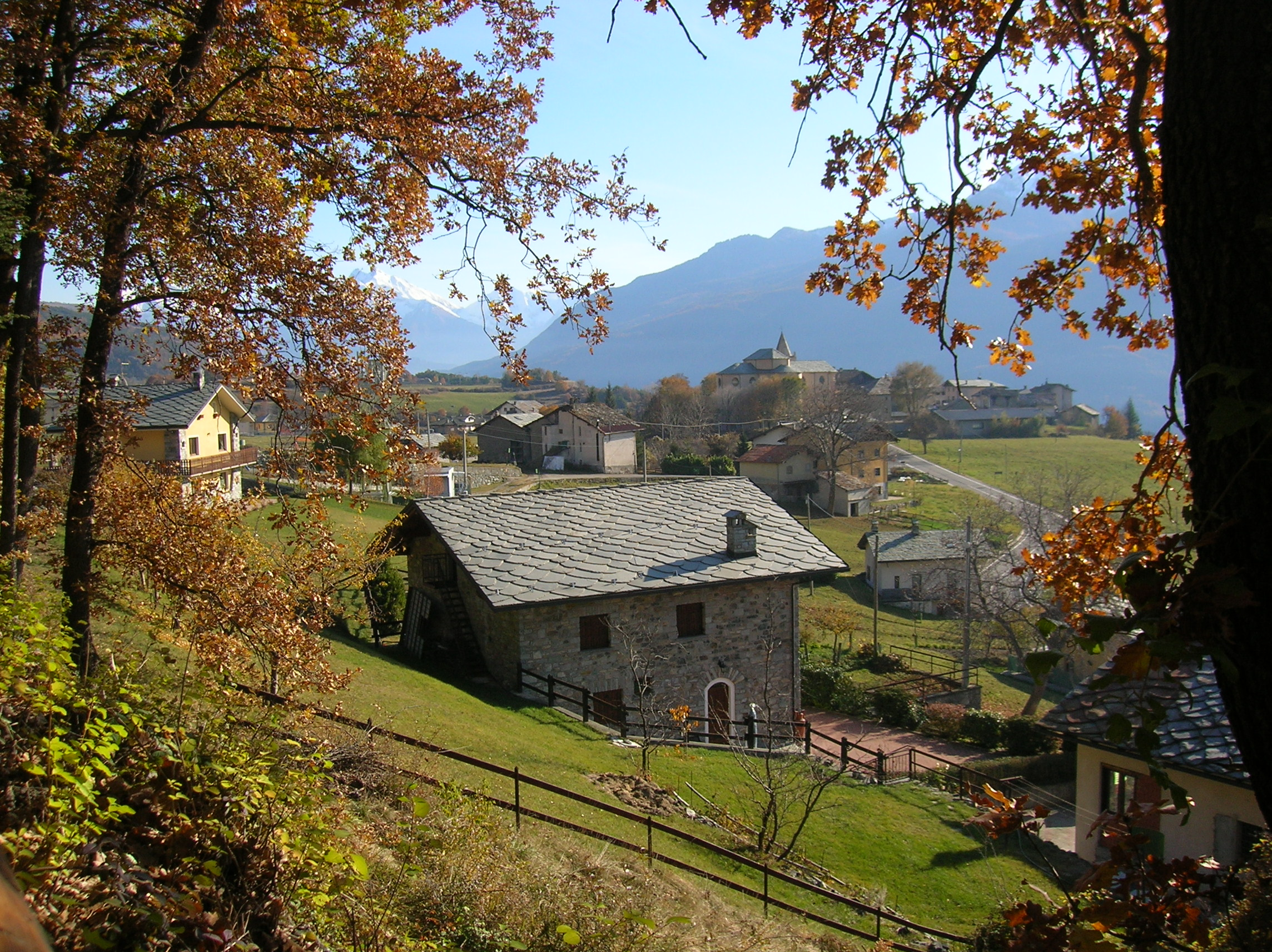
Vue de Verrayes de l'arboretum Pierre-Louis Vescoz.
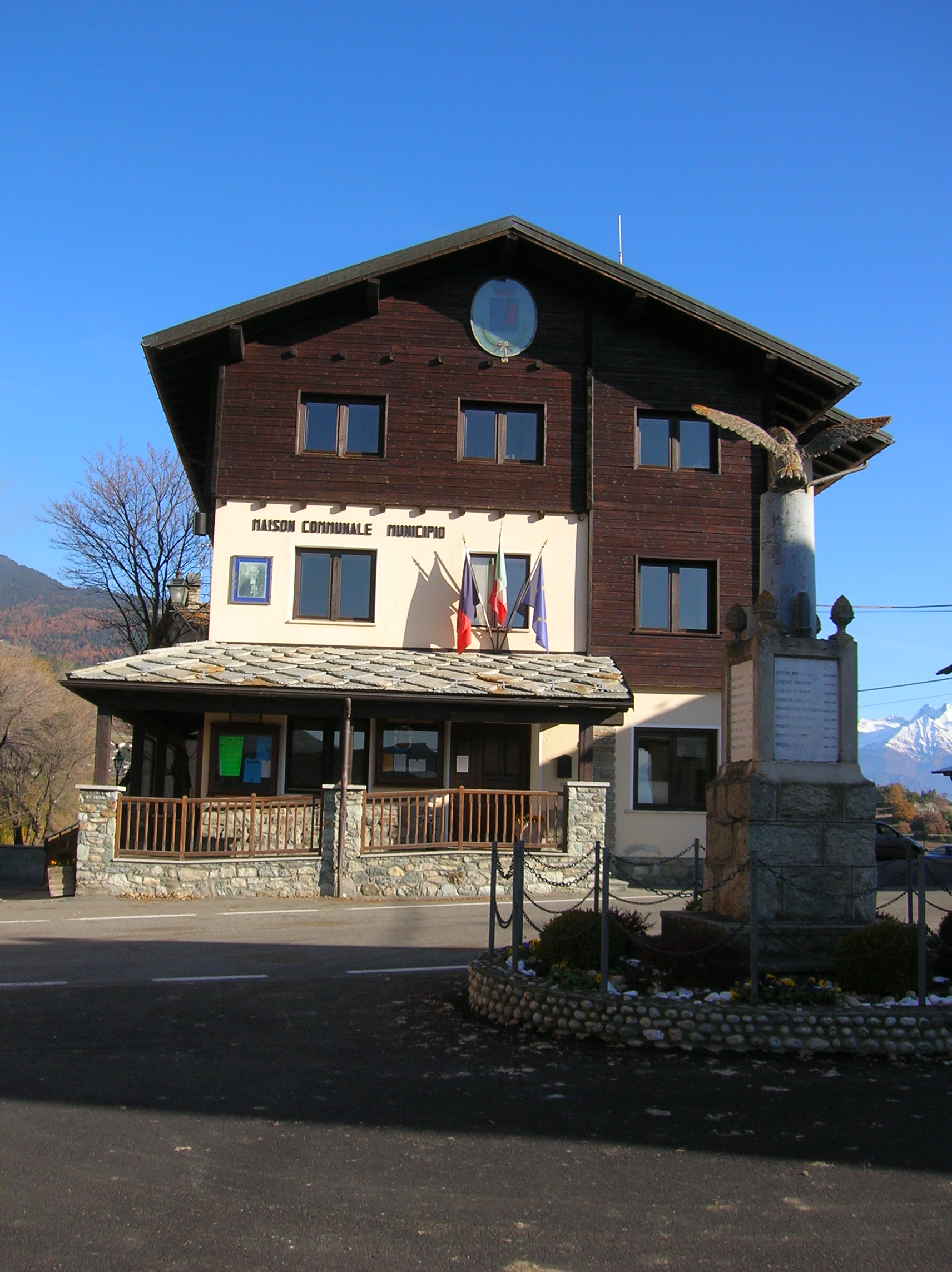
La maison communale.
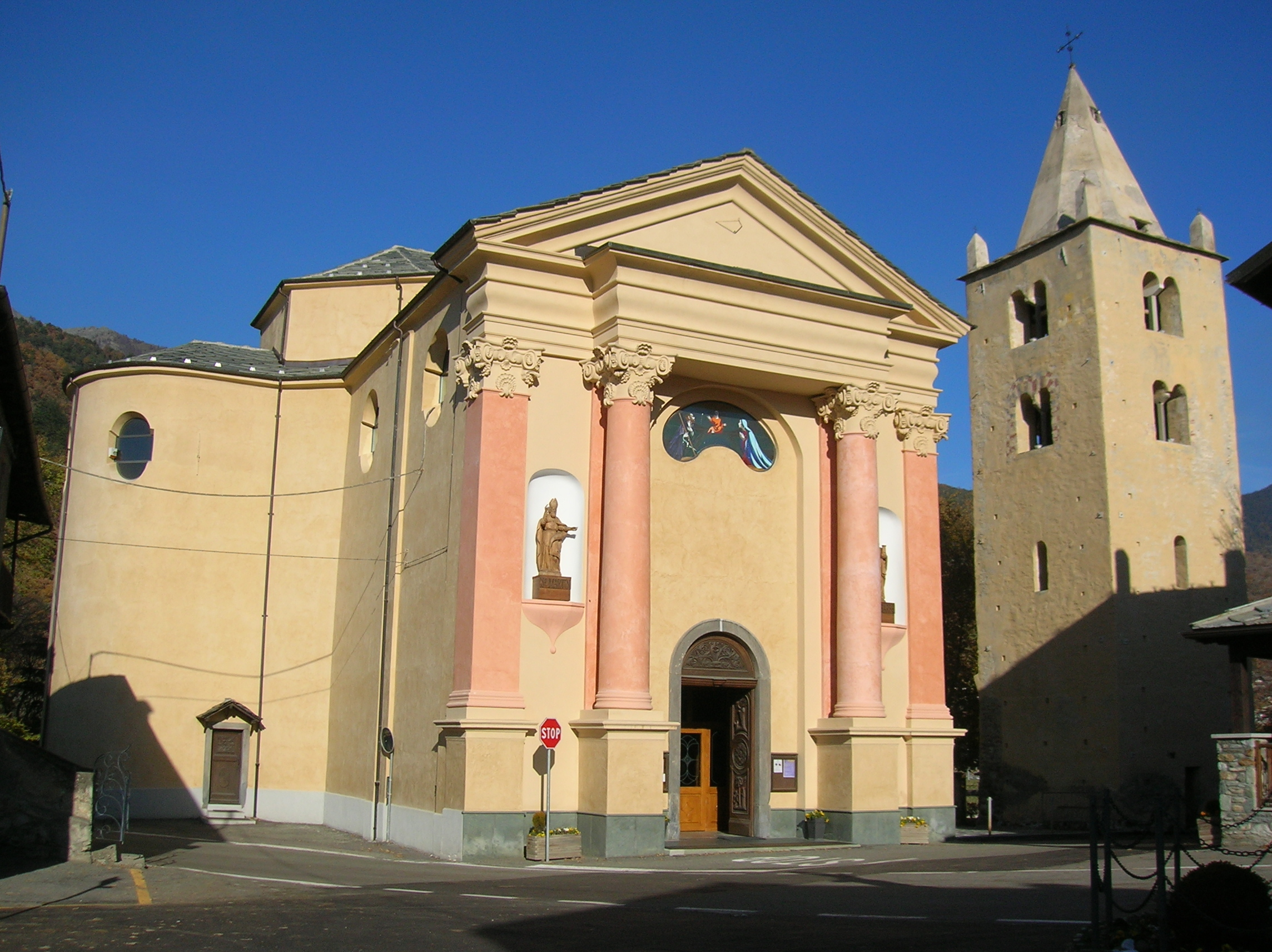
L'église paroissiale Saint-Martin-de-Tours.
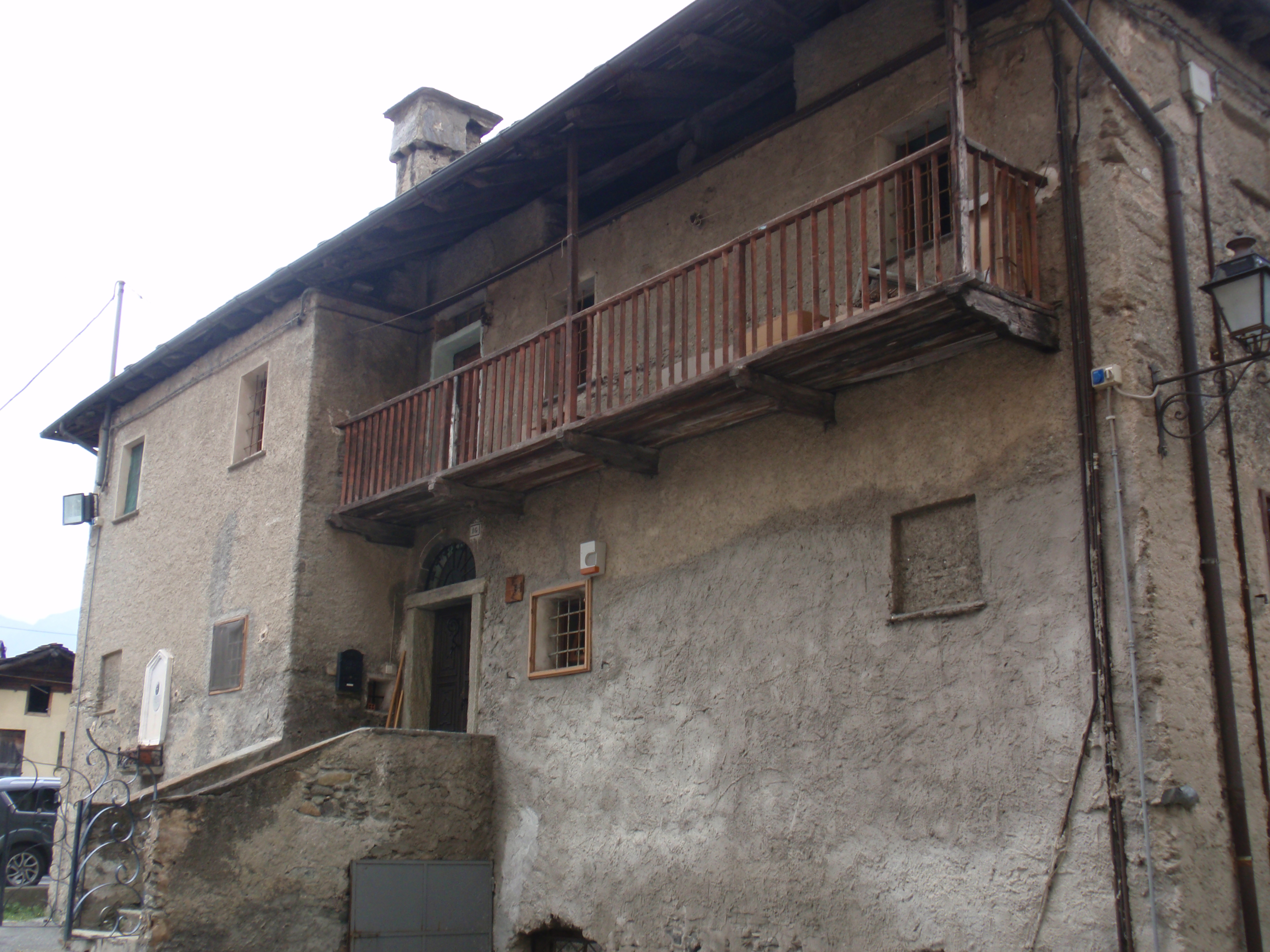
Une vieille maison paysanne du chef-lieu.